# Somatidia fauveli
Somatidia fauveli là một loài bọ cánh cứng trong họ Cerambycidae.